# زلمان شازار
زلمان شازار (بالعبرية: זלמן שזר‏) (24 نوفمبر 1889- 5 أكتوبر 1974) سياسي إسرائيلي تولى منصب الرئيس الثالث لدولة إسرائيل من عام 1963 إلى 1973.

## مولده
ولد في روسيا لعائلة من الحاخامين من أتباع حركة حباد.

## نشأته
في صباه كان نشيطا في حركة «عمال صهيون». وقد تعلم في كل من سان بيترسبورغ وبرلين وسويسرا.

## حياته
هاجر إلى إسرائيل في عام 1924, حيث بدأ في النشاط العام كأحد زعماء «أحدوت هعفوداه»
(وحدة العمل) ومن ثم في مباي (حزب عمال أرض إسرائيل). وقد كان نشيطا في كل من اللجنة التنفيذية للهستدروت العامة، والهستدروت الصهيونية العالمية كما شارك في كنغرسات (مؤتمرات) صهيونية عديدة. في عام 1944، بعد وفاة السيد برل كتسنلسون عين محررا لجريدة «دفار».
وبعد قيام الدولة أنتخب عضوا في الكنيست الأولى، فقد شغل في السنوات 1949-1950 منصب وزير المعارف والثقافة. ولقد تم انتخابه بعد أن استقال من الحكومة للجنة التنفيذية للجنة التنفيذية في الوكالة اليهودية حيث رأس دائرة المعارف والثقافة الخاصة بها. وفي السنوات ما بين 1957-1961 شغل منصب رئيس اللجنة التنفيذية الصهيونية بالوكالة

## رئيس إسرائيل
وفي عام 1963 أنتخب رئيسا للدولة. وفي عام 1968 أنتخب لفترة ولاية ثانية.

## روابط خارجية
- زلمان شازار على موقع الموسوعة البريطانية (الإنجليزية)
- زلمان شازار على موقع مونزينجر (الألمانية)
- زلمان شازار على موقع إن إن دي بي (الإنجليزية)